# V. Balduin jeruzsálemi király
V. Balduin, vagy Montferrati Balduin, esetleg Baudouinet (Jeruzsálem, 1177 – Akkon, 1186 augusztusa) Jeruzsálem királya 1183-tól egészen haláláig.

## Származása és gyermekkora
Balduin 1177-ben született, édesapja halála után, az akkori jeruzsálemi király, IV. Leprás Balduin nővére, Szibilla hercegnő és Montferrati Vilmos házasságából. A házaspár a Jaffa és Aszkalon grófságának vezetői voltak, ám Szibilla, mint a gyermektelen király idősebb testvére, jó eséllyel pályázott a jeruzsálemi trónra. Az uralkodó mostohaanyjának leánya, Izabella hercegnőt szintén sokan támogatták, elsősorban édesanyja, a hozzá hű nemesek és bárók, valamint a Bizánci Birodalom.
III. Rajmund tripoliszi őrgróf, Balduin nagyapjának, Amalrik király elsőfokú unokatestvére volt, és mint ilyen, feltétlen hűséggel viseltetett az uralkodó iránt. Amalrik halála után ő kapta meg az akkor még kiskorú IV. Balduin feletti régenskedést, amit 1176-ban, a király tizenhatodik életévébe lépésével vesztett el. IV. Balduin jogosan ült a trónon, ugyanakkor leprája miatt nem lehettek utódai, és mivel sejthető volt, hogy nem él sokáig, a királyságot teljesen megosztotta az utódlás problémája. Amalrik első felesége, Balduin nagyanyja, Courtenay Ágnes az Ibelin családba házasodott be, tápot adva ezzel az Ibelinek politikai ambícióinak és hatalmi törekvéseinek. A jeruzsálemi anyakirályné, Mária Komnéna ugyancsak egy Ibelinhez, Balianhoz ment feleségül, megerősítve a család pozícióját. III. Rajmund és Türoszi Vilmos, a király nevelője kétségbeesetten próbálták megakadályozni, hogy az Ibelinek kezébe kerüljön az irányítás, és 1180-ban sikerült rávenniük IV. Balduint, hogy Szibillát adja feleségül egy francia nemeshez, Guy de Lusignanhoz, magyarul Lusignani Guidóhoz.
Az Ibelineket elutasító, Szibillát támogató nemesek és lovagok III. Joscelin edesszai gróf és Courtenay Ágnes (aki akkor éppen Szidóni Rajnald felesége volt) körül csoportosultak. Őket támogatta Châtilloni Rajnald, az elhunyt Konstancia antochiai fejedelemnő férje; valamint Lusignani Imre, annak ellenére, hogy szoros rokoni kapcsolatban állt az Ibelinekkel. Eraklius pátriárka, aki 1180-ban került a Jeruzsálemi latin patriarkátus élére, titokban az Ibelin-ellenes oldallal szimpatizált, de főként arra törekedett, hogy kibékítse a két tábort, és közelebb hozza az álláspontjaikat egymáshoz.

## Uralkodása

### Társuralkodása IV. Balduinnal
Ahogy IV. Balduin egyre betegebb lett leprája miatt, Guidót jelölte ki a királyság régensének, valamint a trón örökösének. Guido azonban felrúgta a Balduin és Szaladin szír és egyiptomi szultán által kötött békeszerződést, és a muszlim karavánokat fosztogatta Châtilloni Rajnald segítségével. 1183-ban pedig, amikor Szaladin megtámadta a királyságot, Guido visszautasította az ellene való harcot.
Ugyan IV. Balduin ekkor már szinte teljesen vak volt, és ágyhozkötött betegként nem sokat tehetett Guido ellen, mégis megfosztotta régensi kinevezésétől sógorát, és megpróbálkozott házassága felbontásával. Nem járt sikerrel, mivel Szibilla és Guido Aszkalonba menekültek, ahova a király keze már nem ért el.

Az uralkodó III. Rajmundot, egykori régensét és egyik leghűségesebb lovagját tette meg az ország kormányzójának, míg a bárók tanácsa úgy határozott, hogy végérvényesen dönteni kell az utódlásról. IV. Balduin törvényes örököse idősebb nővére, Szibilla lett volna, ám őt Guido miatt mellőzték, és úgy döntöttek, hogy Montferrati Balduin lesz a trón várományosa. Az ötéves herceget 1183. november 20-án, V. Balduin néven koronázták társuralkodóvá.
V. Balduin felügyelője III. Rajmund lett, aki IV. Balduin elképzelése szerint unokaöccse mellett régensi pozíciót kap majd az ő halála után. Guido fő támogatóit, Roger de Moulins ispotályos nagymestert, Arnold de Toroge templomos nagymester és Heraclius pátriárkát IV. Balduin száműzte, ám később az ítéletet egy európai útra módosította. Az út során felkeresték a királyi udvarokat, hogy támogatókat szerezzenek egy új keresztes hadjárat indítására. Jártak II. Fülöp francia királynál, V. Balduin édesapjának első unokatestvérénél és II. Henrik angol királynál is. A francia és az angol király megígérték ugyan, hogy ha lezajlik a Thomas Becket meggyilkolása miatt kitört zűrzavar, akkor indítanak egy hadjáratot a Szentföldre, ám ez végül nem következett be. Néhány nemesi család – többek között V. Vilmos montferrati gróf, V. Balduin apai nagyapja – ugyan küldött katonai segítséget, ám ez korántsem volt elegendő Szaladin egyre növekvő hatalmával szemben.

Körülbelül ugyanebben az időben, valamikor 1184 vége felé meghalt V. Balduin anyai nagyanyja, Ágnes grófné Akkonban.

### Egyeduralma
IV. Balduin 1185. március 16-án, hosszú szenvedés után elhunyt. Nem sokkal a halála előtt IV. Balduin nyilvánosan is engedélyezte, hogy unokaöccse királyi koronát viseljen. A Szent Sír templomában Ibelin Balian körbehordozta a vállán V. Balduint, így demonstrálva, hogy az Ibelinek teljes mértékben elfogadják és támogatják őt királyukként. IV. Balduin távozta után ugyan V. Balduin egyeduralkodó lett, ám a királyságot III. Rajmund őrgróf vezette régensként, és a kormányzásba nagy beleszólást kapott IV. Balduin egyik leghűségesebb embere, III. Joscelin edesszai gróf, aki V. Balduin személyi testőre is volt egyben.
IV. Balduin halálát követően nagy éhínség pusztított az országban. III. Rajmund négyéves fegyverszünetet kért a muszlimoktól, akik elfogadták az ajánlatot, mivel Szaladin megbetegedett, és úgy vélték, a halálán van.
Az emberek Baudouinet-nek, azaz Balduinkának csúfolták a kis királyt, aki beteges, gyenge és törékeny gyermek volt. 1186 augusztusában, Akkonban meghalt, alig egy évnyi uralkodás után. Nagyapja, V. Vilmos gróf és III. Joscelin szállították a koporsóját Jeruzsálembe, ahol a Szent Sír templomában helyezték el. A díszes kőkoporsó nagy részben megsemmisült a 19. század folyamán.
A bárói tanácsban egyetértettek arról, hogy amennyiben V. Balduin gyermektelenül hal meg, a trónnak vagy Szibillára, vagy Izabellára kell szállnia. Izabella és Szibilla ekkor Amalrik király utolsó élő gyermekei voltak, ugyanolyan jogokkal és esélyekkel rendelkeztek hát a trónra. Az utódlás kérdését I. Frigyes német-római császár, az angol és a francia király, valamint a pápa hivatott eldönteni. Ekkor mindenki egyetértett azzal, hogy vagy Izabella, vagy Szibilla legyen az új uralkodó, ám később, a hattíni csata után Montferrati Konrád, V. Balduin apai nagybátyja arra hivatkozva lépett fel trónigényével, hogy 1186-ban ő volt a gyermekkirály legközelebbi férfi rokona.

## Az utódlás kérdése
Amíg a király temetési ünnepségei zajlottak a fővárosban, addig III. Rajmund gróf gyűlésre hívta össze a királyság nagyurait. A tanácskozást eleinte Jeruzsálemben akarták tartani, ám a pátriárkától tartva végül Nábluszban, az Ibelinek egyik várában került rá sor. A gyűlés célja az utódlás kérdésének eldöntése volt. Szibillát csak akkor tartották alkalmasnak a trónra, ha elválik házastársától, Guidótól – ezt a feltételt szabták korábban Szibilla édesapjának, Amalriknak is. A válás után Szibillának meglett volna a lehetősége arra, hogy szabadon válasszon új férjet, de Szibilla elutasította a válást.
III. Rajmund és a nemesek ekkor Izabella és férje, IV. Toroni Henfrid felé fordultak. Henfridet azonban szintén nem találták megfelelőnek, így III. Rajmund visszatért Tripoliszba, Ibelin Balduin pedig önkéntes száműzetésbe vonult. Az új uralkodó így végül Szibilla lett, aki királlyá koronázta férjét, Guidót, és társuralkodókként álltak az ország élén, mígnem a hattini csata során el nem veszett a Jeruzsálemi Királyság.

## Fordítás
- Ez a szócikk részben vagy egészben  a   Baldwin V of Jerusalem című angol Wikipédia-szócikk ezen változatának fordításán alapul.  Az eredeti cikk szerkesztőit annak laptörténete sorolja fel. Ez a jelzés csupán a megfogalmazás eredetét és a szerzői jogokat jelzi, nem szolgál a cikkben szereplő információk forrásmegjelöléseként.